# Lubsza (obwód iwanofrankiwski)
Lubsza (ukr.  Любша) – wieś na Ukrainie, w obwodzie iwanofrankiwskim, w rejonie rohatyńskim.